# 通胀偏差
通胀偏差是指政府控制经济导致通货膨胀高于社会最优水平的倾向。这个术语也可以指受公共负债折磨的国家采取在中长期促使通货膨胀升高的经济手段。

## 预防
因为通胀偏差有很多不良影响，学界提出了一系列预防方法。比如，国家应当选择保守的中央银行行长。甚至有人提出国家应当设立通货膨胀目标，如果超过了预定的通货膨胀率，应该对中央银行行长有所惩罚。

## 参照
- Kydland-Prescott Model